# احتشام الممالک
محمد حسین میرزا احتشام‌الممالک از شاهزادگان دورهٔ قاجار و فرزند خانلر میرزا (ملقب به احتشام‌الدوله) بود.
او در دوران محمدعلی شاه قاجار برای مدتی کوتاه به‌عنوان حاکم بروجرد منصوب شد و در این دوره نقشی مؤثر در کنترل ناآرامی‌های محلی ایفا کرد. پدربزرگ وی محمدتقی حسام‌السلطنه نیز از شاهزادگان برجسته قاجار و حاکم لرستان و خوزستان بود.

## مسئولیت‌ها و حاکمیت در شهر بروجرد
با آغاز دوران فتحعلی‌شاه قاجار، شاهزاده محمدتقی حسام‌السلطنه به فرمان شاه، به عنوان حاکم بروجرد و مضافات منصوب شد. وی با انتخاب بروجرد به‌عنوان مرکز فرمانروایی، پایه‌گذار ساختار اداری ایالت بروجرد، لرستان و خوزستان شد.
پس از او، فرزندش خانلر میرزا (ملقب به احتشام‌الدوله) مدتی در خوزستان و اصفهان به حکومت پرداخت و در امور نظامی فعال بود.
در اواخر دوران قاجار، محمد حسین میرزا احتشام‌الممالک به فرمان محمدعلی شاه قاجار به‌عنوان حاکم بروجرد منصوب شد. در دوره‌ای کوتاه اما حساس، او با کمک نیروهای محلی توانست ثبات نسبی را در منطقه برقرار سازد.

## تبعید به عراق و بازگشت به بروجرد
پس از تحولات سیاسی پایان دوره قاجار و آغاز دوره پهلوی، احتشام‌الممالک به عراق تبعید شد. پس از مدتی، به بروجرد بازگشت و در همان‌جا درگذشت.

## لقب
لقب احتشام‌الممالک توسط محمدعلی شاه قاجار به وی اعطا شد و در منابع تاریخی با این عنوان از او یاد شده است.